# موسسه حقوق محیط زیست
مؤسسه حقوق محیط زیست (به انگلیسی: Environmental Law Institute)، یک سازمان غیرانتفاعی و غیرحزبی است که دفتر مرکزی آن در واشینگتن دی‌سی قرار دارد و از طریق کار خود به عنوان یک آموزشگر حقوق محیط زیست، گردآورنده، به دنبال ایجاد قانون برای مردم، مکان‌ها و سیاره زمین، ناشر و موتور جستجو است. کاربران اصلی ELI شامل متخصصان حقوقی، رهبران تجاری، مدیران سرزمین، برنامه‌ریزان کاربری سرزمین، محیط‌بانان، روزنامه‌نگاران و قانون‌گذاران هستند. این مؤسسه همچنین کنفرانس‌هایی را برای ترویج تبادل نظر تشکیل می‌دهد. گردهمایی‌هایی برای آموزش کارشناسان حقوقی و رهبران تجاری برگزار می‌کند. و پژوهش‌های اصلی را هم به صورت تکنگاشت و هم در نشریات خود، Environmental Law Reporter و The Environmental Forum منتشر می‌کند.